# 炎の天使 (オペラ)
『炎の天使』（ほのおのてんし、露: Огненный ангел）は、セルゲイ・プロコフィエフが作曲した全5幕から構成される4作目のオペラである。かつては『火の天使』と表記されることもあった。

## 概要
1919年に作曲を開始し、1927年にフランスで書き上げた。台本は、ワレリー・ブリューソフ（Valery Bryusov）が1908年に発表した同名小説を基に、作曲者が完成させた。
諸般の事情により作曲者の生前には初演されず、1928年6月14日パリにおいてセルゲイ・クーセヴィツキーの指揮で一部が演奏会形式で初演されたのみであった。作曲者の没後の1954年11月25日、シャルル・ブリュック指揮パリ放送交響楽団とレネ・アリクス合唱団の演奏で演奏会形式で全曲が初演され、翌年フェニーチェで舞台初演された。
生前に初演されなかったこともあり、プロコフィエフは1928年にこの作品の主題を流用して交響曲第3番を作曲した。プロコフィエフは、マディエルとハインリヒを炎の天使として印象付けるため、あえて声楽を入れなかった。

## 楽器編成
- 木管楽器:ピッコロ、フルート2、オーボエ2、イングリッシュホルン、クラリネット2、バスクラリネット、ファゴット2、コントラファゴット
- 金管楽器:ホルン4、トランペット3、トロンボーン3、チューバ2
- 打楽器:ティンパニ、小太鼓、大太鼓、タンブリン、鐘、シンバル、トライアングル、カスタネット
- その他:弦五部、ハープ2

## 演奏時間
約1時間55分から2時間

## 登場人物
| 人物名                                                  | 声域                   | 役               |
| ------------------------------------------------------- | ---------------------- | ---------------- |
| ルプレヒト                                              | バリトン               | 騎士             |
| レナータ                                                | ドラマティックソプラノ |                  |
| 宿屋の女主人                                            | メゾソプラノ           |                  |
| 女占い師                                                | メゾソプラノ           |                  |
| ネッテスハイムのアグリッパ (ネッテスゲイムのアグリッパ) | テノール               |                  |
| ヨハン・ファウスト                                      | バス                   |                  |
| メフィストフェレス                                      | テノール               |                  |
| 修道院長                                                | メゾソプラノ           |                  |
| 異端審問官                                              | バス                   |                  |
| ヤコブ・グロック                                        | テノール               | 古本商           |
| マトフェイ・ヴィスマン                                  | バリトン               | ルプレヒトの友人 |
| 医者                                                    | テノール               |                  |
| 使用人                                                  | バリトン               |                  |
| 居酒屋の主人                                            | バリトン               |                  |
| ハインリヒ伯爵                                          | 歌なし                 |                  |
| 小さな少年                                              | 歌なし                 |                  |

- その他（合唱）：3つの骸骨、3人の隣人、2人の若い修道女、6人の修道女、異端審問官の随員、修道女たち、男声・女声合唱（舞台裏）

## あらすじ
時と場所：1543年、ドイツ、ライン地方

### 第1幕
宿屋の汚れた屋根裏部屋
宿屋の女将がみすぼらしい屋根裏部屋に、アメリカ帰りの騎士ルプレヒトを案内し、この宿で一番良い部屋だと自慢している。すると隣室から叫び声が聞こえて来るので、ルプレヒトが駆け付けると、レナータと言う若い女性が「悪霊に取り憑かれている」と言って悶え苦しんでいる。美しいレナータに心魅かれたルプレヒトが事情を聞くと、レナータは身の上話を始める。
レナータは子供のころ、マディエリと言う「炎の天使」と美しく不思議な世界の中で、いつも一緒に過ごしていた。やがてレナータは年頃になり、友情は愛情に変わっていった。そこでレナータがマディエリに恋心を打ち明けると、マディエリは「時がきたら人間の姿になって再びレナータの前に現れる」と約束して去って行った。月日は流れ、レナータはハインリッヒと名乗る伯爵に巡り合う。そして彼こそがマディエリの生まれ変わりだと確信し恋に落ちる。二人は短くも幸せな時を過ごしたが、突然伯爵はレナータを捨てて姿を消してしまった。レナータはそれ以来、夜ごと悪夢にうなされながら伯爵を捜し続けていると言うのである。
話を聞くうちに、普段は冷静なルプレヒトもレナータの不思議な魅力に憑かれ、彼女を自分のものにしたいと言う欲望にかられるが、激しく拒絶される。しかしルプレヒトは危なげなレナータを愛し、守りたいと強く心に決める。様子を見に来た女将は、怪しげなレナータを売春婦と罵り、占い師を呼んで来る。占い師はレナータとルプレヒトの血塗られた運命を予言する。怯えるレナータを連れてルプレヒトは宿を逃げ出して行く。

### 第2幕
第1場　ケルン、家具つきの心地よい部屋
ルプレヒトとレナータはケルンにやって来る。レナータはハインリッヒ伯爵を探し出すために、魔術について調べている。傍らでレナータを見守るルプレヒトは再び愛を告白するが、ハインリッヒ伯爵の足元にも及ばないと相手にされない。そこに本屋のヤコブ・グロクが魔術についての文献を持ってやって来る。レナータが伯爵の魂に呼びかけると、ドアをノックする音が聞こえて来るので「魔術が成功した」と喜ぶが、それは熱に浮かされたレナータの幻聴であった。絶望するレナータを見かねたルプレヒトはヤコブ・グロクの忠告に従って、学者で魔術師のアグリッパ・フォン・ネッテスハイムに助言を求めにいく。
第2場　アグリッパの書斎
アグリッパは学術書や科学的計測器などが散乱し、鳥の剥製や骸骨の並ぶ奇怪な部屋で研究をしている。そこにルプレヒトが訪ねて来て経緯を説明し、助言を求めるが断られる。ただアグリッパは「魔術の魅力に惑わされないように」と警告を与ると、自分は自然科学の分野で成功している学者なのだと話しだす。横に並ぶ3体の骸骨が「アグリッパは嘘をついている」と教えるが、ルプレヒトにはもちろん聞こえない。

### 第3幕
第1場　ハインリッヒ伯爵家前の通り
偶然にも、レナータはケルンに滞在していた伯爵に巡り合うことが出来たのだが、伯爵はレナータを魔女と呼び屋敷に入ることを禁じる。レナータは深く傷つき、気まぐれな伯爵はマディエリの化身ではないと考えるようになった。そこでレナータは「自分を辱めた伯爵に決闘を申し込み、殺して欲しい」とルプレヒトに訴える。ルプレヒトは早速伯爵家に決闘を申し込みに向かい、レナータは屋敷の外でマディエリが姿を現わしてくれるように神に祈っていた。レナータは祈りの陶酔の中で、窓に映る伯爵を見上げ、やはり伯爵がマディエリの生まれ変わりであると確信する。ルプレヒトが決闘の段取りを終えて戻ると、身勝手にもレナータは伯爵を傷つけることを禁じるのである。
第2場　ラインの切り立った崖
レナータから伯爵を傷つけてはならないと命令されたルプレヒトは勇敢に決闘に挑むが、深手を負い友人のヴィスマンに助けられる。一方伯爵は再び姿を消してしまう。レナータは愕然とし絶望に暮れ、ルプレヒトへの愛を誓う。しかしその誓いを嘲るような声が聞こえ、レナータは不安に怯えるが、その時医者が到着し「ルプレヒトの命は助かる」と明言する。

### 第4幕
ケルンの静かな一角
レナータの介護の甲斐あってルプレヒトは回復し、レナータとの結婚を望んでいた。しかしレナータはルプレヒトに感謝はしていたが、愛することはできなかった。レナータはルプレヒトを遠ざけ、未だに伯爵に性的な欲望を感じる自分の体を呪った。混乱するレナータはルプレヒトを悪魔の使いだと責め、ナイフで何度も自分の体を傷付ける。そして結婚を哀願するルプレヒトの制止を振り切り、ナイフを投げつけて逃亡してしまう。その時ファウストと悪魔メフィストフェレスはレナータとルプレヒトの言い争いを居酒屋のテーブルに座って見物していた。メフィストフェレスは羊の肉とワインを飲み、給仕の小さな男の子が急いで運んでいた肉を落とすと、男の子をむさぼり食べてしまう。ファウストはメフィストフェレスの悪ふざけにうんざりして相手にもしないが、驚いた店主は「男の子を返せ！」と大騒ぎをするので、メフィストフェレスは満足げに男の子をゴミ箱から出してみせる。そんなメフィストフェレスは落胆するルプレヒトに興味を持ち一緒に飲もうと誘って来る。

### 第5幕
修道院の円形の部屋
逃げ出したレナータは修道院に身を置いていた。しかし悪霊に苦悶するレナータによって修道院は不穏な空気に包まれ、尼僧達も不安におののき始める。そこで尼僧院長はレナータを呼び出し宗教裁判にかけ、裁判長は随行員とともに悪魔払いを始める。しかしレナータに平穏は訪れなかった。そればかりか悪魔払いの儀式は修道女達を混乱させ、封じ込まれていた攻撃的な悪霊を呼び醒ましてしまった。炎の天使の幻影がレナータを制圧し、修道女たちはサタンを讃美し始める。メフィストフェレスは、レナータを救いだそうとするルプレヒトを阻止する。信奉者に救出された裁判所長がレナータに火炙りの刑を言い渡し、混乱の中幕が降りる。